# Gregorio Escobedo
Gregorio Franco Paula Escobedo Rodríguez (Arequipa, 1795-Cuzco, 1836) fue un militar peruano que participó en la guerra de la independencia del Perú y en las guerras civiles de los inicios de la república. Fue uno de los líderes militares que protagonizaron la toma de los cuarteles españoles la noche del 8 de octubre de 1820, durante las revueltas libertarias de la independencia de Guayaquil, que formaba parte del gobierno de Guayaquil, dentro del Virreinato del Perú y fue un de los firmantes de su acta de independencia. 

## Biografía
Hijo del abogado de la Audiencia de Lima Ramón Escobedo y de Manuela Rodríguez de Olmedo y Martínez del Pino. Nació en Arequipa el 9 de mayo de 1795. Estudió en el Seminario de San Jerónimo de su ciudad natal, donde recibió la primera tonsura el 9 de mayo de 1811; pero después optó por la carrera militar enrolándose como cadete en el ejército realista que comandó el general José Manuel de Goyeneche contra los patriotas rioplatenses que invadieron el Alto Perú. Allí  continuó luego bajo las órdenes de Pío Tristán, Joaquín de la Pezuela y José de La Serna, y por sus méritos fue ascendido a capitán.
Ya como teniente coronel fue destinado a Guayaquil, en 1818, como segundo jefe del Batallón de Granaderos de Reserva de Cuzco, que contaba con 600 plazas y estaba formado en su mayor parte por soldados cuzqueños veteranos de la guerra en el Alto Perú contra el Ejército del Norte. Ante la llegada al Perú de la Expedición Libertadora de San Martín, Escobedo y otros oficiales criollos como el teniente Hilario Álvarez planearon efectuar en el puerto un pronunciamiento a favor de la independencia. En la noche del 8 al 9 de octubre de 1820 los granaderos sublevados tomaron el cuartel de la artillería y apresaron a los oficiales españoles entre ellos al primer jefe de su batallón el coronel Benito García del Barrio. Al día siguiente se convocó una junta en la sala de ayuntamiento y suscribieron los notables guayaquileños el Acta de Independencia. José Joaquín Olmedo asumió el mando político y Gregorio Escobedo el mando militar de la provincia. Días después, el 14 de octubre, se constituyó una Junta Provisional de Gobierno presidida por Escobedo (ascendido a coronel) e integrada por el coronel Rafael Jimena y el doctor José Vicente Espantoso. Escobedo procedía con vehemencia y arbitrariedad, por ello fue acusado de malos manejos fiscales y fue enviado en recaudo a San Martín en el cuartel general de Huaura. A mediados de noviembre de 1820, San Martín envía al general Toribio de Luzuriaga, Jefe de su Estado Mayor, como emisario a Guayaquil, el presidente guayaquileño José Joaquín de Olmedo, lo nombra como reemplazo de Escobedo, comando militar de la independizada ciudad de Guayaquil, a pesar de la suspicacia de los oficiales locales. 
Reincorporado en el ejército patriota, participó en la marcha sobre Lima; y después de la capitulación del Callao estuvo con la guarnición de la fortaleza del Real Felipe (1821). Participó luego en la campaña de Ica actuando en la batalla de La Macacona, el 7 de abril de 1822, que fue un revés para las fuerzas patriotas.
En tiempos de Bolívar fue primer ayudante del Estado Mayor General a órdenes del general José de La Mar, pasando al cuartel general patriota establecido en Trujillo, donde preparó y consiguió recursos para las fuerzas en campaña. Por ello, no estuvo presente en las acciones decisivas de Junín y Ayacucho (1824).
Ya bajo la república su conducta fue muy turbulenta. El 25 de agosto de 1830, bajo el primer gobierno de Agustín Gamarra, promovió una sublevación en el Cuzco, con intenciones federalistas, evidentemente atizado por el mariscal Andrés de Santa Cruz. Escobedo apresó al prefecto del departamento, Juan Ángel Bujanda, pero su movimiento subversivo fue dominado en un solo día gracias a la intervención mancomunada de militares y civiles.
Escobedo fue desterrado a Bolivia, pero reapareció en Arequipa, donde nuevamente fue apresado y enviado al destierro (1832). Retornó en 1836 durante la guerra entre Salaverry y Santa Cruz, apoyando la causa de la Confederación Perú-Boliviana, se retira al Cusco, pero halló entonces la muerte.

## Legado
En honor a Gregorio Escobedo como prócer de la independencia hispanoamericana existen tanto en las ciudades de Guayaquil y Lima céntricas avenidas con su nombre.